# Shelly Rusten
Shelly Rusten (Boston, 13 april 1938) is een Amerikaanse jazzdrummer en fotograaf.

## Biografie
Rusten speelde sinds midden jaren 1950 in lokale bands. Tijdens zijn legerdienst (1961-1963) ontdekte hij de fotografie. Vanaf 1963 woonde hij in New York, waar hij in 1966 lid werd van het Burton Greene-trio en ook Patty Waters vergezelde. Vanaf 1969 maakte Rusten, die bij Lisette Model studeerde, naam als documentaire-fotograaf. Vooral zijn foto's van de mensen op het Woodstock Festival werden internationaal getoond in de gedrukte media en in 1970 ook gebruikt voor de advertenties voor de Woodstock-film. Later werden ze ook gebruikt op de covers van verschillende opnamen van dit festival, zoals Janis Joplin, Santana, Sly & the Family Stone en Jefferson Airplane. Rusten droeg ook de omslagfoto's bij aan albums van David Liebman en Johnny Winter. Nadat hij sinds 1983 in de landelijke Upper Delaware Valley woonde, ontwikkelde hij een reeks foto's over het plattelandsleven die sinds 1993 deel uitmaakt van de collectie Museum of Modern Art. Sinds 2005 richt hij zich op foto's van mensen op straat in New York. Rusten doceerde ook fotografie aan de New School en vervolgens tot 1985 aan de School of Visual Arts.

## Discografie
- 1966: Burton Green On Tour (ep, met Steve Tintweiss)
- 1966: Patty Waters College Tour (ESP; slechts een nummer)
- 1968: Burton Green Presenting Burton Greene (Columbia Records, met Byard Lancaster, Steve Tintweiss)

- Bibliothèque nationale de France: cb16929470d (data)
- International Standard Name Identifier: 0000 0000 4178 1836
- Library of Congress Control Number: no2002112919
- MusicBrainz: 81e96b0a-dc67-4551-b42f-d5fec0b80f5a
- PIC: 2980
- RKD-Nederlands Instituut voor Kunstgeschiedenis: 391233
- Union List of Artist Names: 500461665
- Virtual International Authority File: 61223844
- WorldCat: E39PBJgxpGBTGxWh8y4TXw6xjC